# David Thomson
David Kenneth Roy Thomson (ur. 12 czerwca 1957 w Toronto) – kanadyjski magnat mediowy, inwestor, szef imperium informacyjnego Thomson Reuters (dawniej The Thomson Corporation), najbogatszy Kanadyjczyk.

## Kariera
David Thomson jest spadkobiercą i zarządcą kolosalnej fortuny, którą przez lata mnożyli jego dziadek Roy Thomson i ojciec Kenneth Thomson, członkowie najbogatszego rodu w Kanadzie. Fortunę zawdzięczają sukcesom firmy The Thomson Corporation.
Zgodnie z planem ustalonym dekady wcześniej przez dziadka Roya, po śmierci ojca Kennetha, firmą miał zarządzać David, starannie do tego przygotowywany.
David Thomson szedł w życiu śladami ojca: studiował w tym samym Upper Canada College oraz w Cambridge University (historia). Zaczynał jako menadżer supermarketu The Bay na plazie Cloverdale w Etobicoke, później został prezydentem sieci Zellers. Późniejsza kariera zawodowa obejmowała liczne kierownicze stanowiska w firmach zarządzanych przez rodzinny klan. Poza zasięgiem wpływów rodziny prowadził firmę handlu nieruchomościami Osmington.
Fortunę Thomsonów objął we władanie w 2002, a 4 lata później, po śmierci ojca, odziedziczył również angielski tytuł barona.
W kwietniu 2008 kierowana przez niego The Thomson Corporation wykupiła zasłużoną brytyjską agencję informacyjną Reuters. W rezultacie fuzji powstało nowe megaprzedsiębiorstwo pod nazwą Thomson Reuters, z kontrolnym pakietem akcji w rękach Thomsona, który został prezesem rady nadzorczej. Thomson Reuters dostarcza rynkom finansowym najważniejszych informacji gospodarczych, jak np. bieżące kursy walut i akcji. Prowadzi też na zlecenie badania i analizy w sektorze gospodarczym i tradycyjną działalność jako gigantyczny dostawca informacji fachowej.
Thomsonowie jako rodzina w dalszym ciągu, od dziesięcioleci, pozostają najbogatszym rodem w Kanadzie. W świecie David Thomas zajmuje według Forbesa 31 pozycję wśród najzamożniejszych (18,9 mld w 2007). Rok wcześniej był dziesiąty.

## Życie prywatne
David jest postacią tajemniczą, nie eksponującą się, unikającą mediów, choć mediami rządzi. Nie udziela wywiadów, ale dał się namówić koledze z ławki szkolnej, który pracował dla „New York Timesa”. O wielu znanych ludziach biznesu David miał niewiele dobrego do powiedzenia: Kiedy chcesz prowadzić bardziej zbalansowane życie, typowy biznesmen pomyśli, że jesteś nieautentyczny. Ale kto dziś jest autentyczny, powiedzcie mi? Nie spędzacie weekendu z żoną, nie możecie konstruktywnie wykorzystać czasu wolnego, nie macie żadnego hobby, i nie wiecie jak się pisze „Mozart”. I mnie chcecie zaliczyć do słabeuszy?
Jego gorzki rozwód z druga żoną opisywał skwapliwie w Kanadzie tylko magazyn „Maclean’s”, wszelkie inne media zachowały milczenie. David jest ojcem czworga dzieci, w tym dwóch córek z pierwszego związku. Według rodzinnego kodeksu Thomsonów, następcą będzie jedyny syn z drugiego małżeństwa, który przyszedł na świat, kiedy rodzice znajdowali się już w separacji. W czerwcu 2007 David zaręczył się z aktorką i byłą modelką Kelly Rowan, z którą jednak zerwał tuż przed narodzeniem ich córki w kwietniu 2008.
Brat Davida, Peter Thomson, pełni obowiązki jednego z dwóch (obok Davida) prezesów rodzinnego holdingu Woodbridge Company. Siostra Taylor Thomson jest aktorką.